# Albert Nijsingh (1684)
Albert Nijsingh (Westerbork, 18 februari 1684 -  ca 1756) was een Nederlandse schulte en gedeputeerde van Drenthe.

## Leven en werk
Mr. Nijsingh was een zoon van de schulte van Westerbork Luytien Nijsingh en Maria Hendriksdr. ten Heuvel. Van vaderszijde waren al zijn voorvaders in rechte lijn schulte van Westerbork geweest. Zijn oudst bekende voorvader Luitge Nijsingh werd in 1566 door Eigenerfden en Ridderschap van Drenthe aangesteld tot schulte van Westerbork en in 1575 door Filips II. Zijn jongere broer Hendrik zette deze lijn voort en volgde hun vader op als schulte van Westerbork. Nijsingh was genoemd naar zijn grootvader Albert Nijsingh, schulte van Westerbork en gedeputeerde van Drenthe. Hij studeerde rechten en vestigde zich als advocaat te Beilen. Hij was van 1737 tot 1756 ette voor het Beilerdingspel. Ook was hij vanaf 1725 schulte van het schultambt Beilen, net als zijn oom en schoonvader Frederik Nijsingh, die schulte van Beilen was van 1694 tot 1708. In 1737 werd hij gekozen tot gedeputeerde van Drenthe. Hij werd als schulte van Beilen opgevolgd door Lucas Nijsingh, een zoon van zijn achterneef Ubbo Nijsingh. 
Nijsingh trouwde op 8 december 1715 te Westerbork met zijn nicht Harmanna Nijsingh, dochter van de schulte van Beilen Frederik Nijsingh en Lutgertien Rodengate. Zij bleven kinderloos. Waarschijnlijk is hij omstreeks 1756 overleden. Over hun nalatenschap is, na het overlijden van zijn weduwe, in 1763 geprocedeerd voor de Etstoel tussen de families Nijsingh en Rodengate. Het grootste gedeelte van de nalatenschap kwam terecht bij de familie Nijsingh.